# Poddubje (Kaliningrad)
Poddubje (russisch Поддубье, deutsch Jagsten, litauisch Jakštai) ist ein Ort in der russischen Oblast Kaliningrad. Er gehört zur kommunalen Selbstverwaltungseinheit Stadtkreis Slawsk im Rajon Slawsk.

## Geographische Lage
Poddubje am Flüsschen Ossa liegt zwei Kilometer östlich von Bolschakowo an einer Nebenstraße, die Bolschakowo über Osjornoje (Neu Lappönen) mit Nismennoje (Pleinlauken, 1938 bis 1946 Rosenthal) verbindet. Eine Bahnanbindung besteht über Bolschakowo an der Bahnstrecke Kaliningrad–Sowetsk (Königsberg–Tilsit).

## Geschichte
Das ehemals Jagsten genannte Dorf wurde 1874 in den Amtsbezirk Oschweningken (der Ort existiert nicht mehr) eingegliedert, der 1939 in „Amtsbezirk Breitenhof“ umbenannt wurde und bis 1938 zum Kreis Niederung, danach zum Kreis Elchniederung im Regierungsbezirk Gumbinnen der preußischen Provinz Ostpreußen gehörte. Im Jahre 1910 zählte Jagsten 264 Einwohner.
Am 2. Juni 1923 vergrößerte sich die Landgemeinde Jagsten um die Landgemeinde Klein Wingsnupönen, die eingemeindet wurde. Die Einwohnerzahl stieg bis 1933 auf 298 und betrug 1939 noch 272.
Im Jahr 1945 kam Jagsten in Kriegsfolge mit dem nördlichen Ostpreußen zur Sowjetunion. Der Ort erhielt 1947 die russische Bezeichnung „Poddubje“ und wurde gleichzeitig dem Dorfsowjet Bolschakowski selski Sowet im Rajon Bolschakowo zugeordnet. Seit 1963 gehört Poddubje zum Rajon Slawsk. Von 2008 bis 2015 gehörte der Ort zur Landgemeinde Bolschakowskoje selskoje posselenije und seither zum Stadtkreis Slawsk.

## Kirche
Die Bevölkerung Jagstens war vor 1945 mehrheitlich evangelischer Konfession und in das Kirchspiel der Kirche Skaisgirren mit Sitz in Groß Skaisgirren (1938 bis 1946: Kreuzingen, heute russisch: Bolschakowo) eingepfarrt. Die Pfarrei lag im Kirchenkreis Niederung (Elchniederung) innerhalb der Kirchenprovinz Ostpreußen der Kirche der Altpreußischen Union. Heute liegt Poddubje im Einzugsbereich der in Bolschakowo in den 1990er Jahren neu entstandenen evangelisch-lutherischen Gemeinde, einer Filialgemeinde in der Kirchenregion der Salzburger Kirche in Gussew (Gumbinnen) in der Propstei Kaliningrad der Evangelisch-lutherischen Kirche Europäisches Russland.